# Shefali Chowdhury
Shefali Chowdhury (född 20 juni 1988 i Denbeigh Wales) är en skådespelare från Wales.
Hon växte upp i en muslimsk familj, och bland fem syskon var hon en yngsta. Hennes föräldrar emigrerade till Storbritannien från Sylhet i Bangladesh på 1980-talet.
Shefali Chowdhury var med i filmen Kannathil Muthamittal.
Hon spelar Harry Potters partner på julbalen i Harry Potter och den flammande bägaren, Parvati Patil. Daniel Radcliffe, som spelar Harry Potter, berättade senare att han haft dansscener med henne, och att hon varit helt fantastisk. Shefali spelade Parvati Patil då hon fortfarande gick på Waverley School i Birmingham, under det sista året. 